# Tổng cục Cảnh sát (Việt Nam)
Tổng cục Cảnh sát  trực thuộc Bộ Công an Việt Nam là cơ quan cảnh sát đầu ngành giúp Bộ trưởng Bộ Công an (Việt Nam) quản lý, điều hành về công tác Phòng, chống Tội phạm trong và ngoài nước. Cơ quan này đã giải thể vào năm 2018.

## Lược sử
- Ngày 28/7/1956, Thủ tướng Chính phủ đã có Nghị định số 982-TTg thành lập Cục Cảnh sát nhân dân trực thuộc Bộ Công an. Đây là tổ chức đầu tiên của lực lượng Cảnh sát nhân dân Việt Nam.
- Ngày 20/7/1962, Chủ tịch Hồ Chí Minh đã ký Lệnh số 34/LCT công bố Pháp lệnh quy định nhiệm vụ, quyền hạn của lực lượng Cảnh sát nhân dân và Pháp lệnh quy định cấp bậc sĩ quan, hạ sĩ quan Cảnh sát nhân dân. Đây là mốc son quan trọng đánh dấu sự trưởng thành của lực lượng Cảnh sát nhân dân và ngày 20/7 trở thành Ngày truyền thống của lực lượng
- Ngày 15/9/2009, Thủ tướng Chính phủ ban hành Nghị định số 77/2009/NĐ-CP quy định chức năng nhiệm vụ quyền hạn và cơ cấu tổ chức của Bộ Công an. Theo đó, Bộ Công an kiện toàn lại tổ chức của Bộ và như vậy Tổng cục Cảnh sát nhân dân được tách ra thành hai Tổng cục: Cảnh sát Phòng chống tội phạm, Cảnh sát Quản lý Hành chính về Trật tự an toàn xã hội.
- Ngày 17/11/2014, Thủ tướng Chính phủ ban hành Nghị định số 106/NĐ-CP/2014 quy định chức năng nhiệm vụ quyền hạn và cơ cấu tổ chức của Bộ Công an. Theo đó, Tổng cục Cảnh sát được hình thành trên cơ sở sáp nhập của hai Tổng cục: Cảnh sát Phòng chống tội phạm, Cảnh sát Quản lý Hành chính về Trật tự an toàn xã hội.[3][4][5]

Tháng 4 năm 2015, Bộ trưởng Bộ Công an Trần Đại Quang quyết định hợp nhất Cục Cảnh sát điều tra tội phạm về trật tự kinh tế và chức vụ (C46) và Cục Cảnh sát điều tra tội phạm về tham nhũng (C48) thành Cục Cảnh sát điều tra tội phạm kinh tế và tham nhũng.
Ngày 6 tháng 8 năm 2018, Thủ tướng Chính phủ Việt Nam Nguyễn Xuân Phúc đã ký ban hành Nghị định 01 có hiệu lực cùng ngày quy định chức năng nhiệm vụ, quyền hạn và cơ cấu tổ chức của Bộ Công an, theo đó Bộ Công an không còn cấp Tổng cục.

## Tổ chức

### Giai đoạn 2009-2014

#### Tổng cục Cảnh sát Phòng, chống Tội phạm (Tổng cục VI)
- Cục Tham mưu cảnh sát (C42)[7]
- Cục Chính trị - Hậu cần cảnh sát (C43) Thành lập 20/12/1981[8]
- Văn phòng Cơ quan Cảnh sát điều tra (C44)[9][10]
- Cục Cảnh sát hình sự (C45)[10]
- Cục Cảnh sát điều tra tội phạm về trật tự quản lý kinh tế và chức vụ (C46)[10][10][11]
- Cục Cảnh sát điều tra tội phạm về ma túy (C47)[10]
- Cục Cảnh sát điều tra tội phạm về tham nhũng (C48)
- Cục Cảnh sát phòng chống tội phạm môi trường (C49)[10]
- Cục Cảnh sát phòng chống tội phạm sử dụng công nghệ cao (C50)
- Cục Ngoại tuyến và Kỹ thuật (C51)
- Cục Cảnh sát Truy nã Tội phạm (C52)
- Cục Hồ sơ nghiệp vụ cảnh sát (C53)[12]
- Viện Khoa học Hình sự (C54)[10]
- Văn phòng Interpol Việt Nam (C55)
- Văn phòng Thường trực phòng chống tội phạm và ma túy (C56)

#### Tổng cục Cảnh sát Quản lý Hành chính về trật tự an toàn xã hội (Tổng cục VII)
- Cục Tham mưu Cảnh sát quản lý hành chính (C62)
- Cục Chính trị – Hậu cần (C63)
- Cục Cảnh sát quản lý hành chính trật tự xã hội (C64)[13]
- Cục Cảnh sát bảo vệ (C65)
- Cục Cảnh sát Phòng cháy, chữa cháy và cứu nạn, cứu hộ (C66)
- Cục Cảnh sát Giao thông đường bộ – đường sắt (C67)
- Cục Cảnh sát đường thủy (C68)
- Trung tâm Huấn luyện, sử dụng chó nghiệp vụ (C69)
- Cục Cảnh sát đăng ký, quản lý cư trú và dữ liệu quốc gia về dân cư (C72)[14][15]

## Thành tích
- Huân chương Hồ Chí Minh (1982 và 1985)[16]
- Huân chương Sao vàng (2003).[16]
- Danh hiệu Anh hùng lực lượng Vũ trang nhân dân (2007)[16]

## Tổng cục trưởng qua các thời kỳ

### Tổng cục Cảnh sát nhân dân(-12.2009)
- Đến 1/12/2007: Trần Văn Thảo, Trung tướng (2006)
- 1.2008-12.2009, Phạm Quý Ngọ, Thiếu tướng, Thượng tướng (2013), Thứ trưởng Bộ Công an

### Tổng cục Cảnh sát Phòng chống Tội phạm (1.2010-12.2014)
- 1.2010-8.2010, Phạm Quý Ngọ, Thiếu tướng, Thượng tướng (2013), Thứ trưởng Bộ Công an
- 9.2010-3.2011, Phan Văn Vĩnh, Thiếu tướng, Quyền Tổng cục trưởng
- 4.2011-12.2014, Phan Văn Vĩnh, Thiếu tướng[17]

### Tổng cục Cảnh sát Quản lý Hành chính về Trật tự An toàn xã hội (1.2010-12.2014)
- 1.2010-12.2014, Tô Thường, Thiếu tướng, Trung tướng.

### Tổng cục Cảnh sát (12.2014 đến 08.2018)
- 12.2014-04.2017, Phan Văn Vĩnh, Trung tướng (đã bị xoá bỏ quân hàm) (2011), nguyên Giám đốc Công an tỉnh Nam Định
- 18.4.2017 - 06.08.2018: Trần Văn Vệ, Trung tướng (2010), Quyền Tổng cục trưởng, nguyên Giám đốc Công an tỉnh Thái Bình[18]